# Englandsfoss
Englandsfoss (in lingua islandese: cascata dell'England) è una cascata alta 8 metri, situata nella regione del Vesturland, nella parte occidentale dell'Islanda.

## Descrizione
La cascata Englandsfoss, alta circa 8 metri, è situata lungo il corso del piccolo fiume Tunguá í Borgarfirði. Il Tunguá nasce a ovest del monte Kvígyndisfell (783 m) e va a sfociare nel Grímsá dopo circa 20 km. Circa a metà del suo corso, il flusso del fiume cade da una parete rocciosa per circa 8 metri, formando la cascata Englandsfoss.
Il Tunguá è un fiume ricco di salmoni, tanto che il bacino d'acqua alla base della cascata è un popolare luogo di pesca. L'altezza del salto è però un ostacolo troppo grande per i pesci, per cui non ci sono più salmoni a monte della cascata.
Il nome della cascata deriva dalla vicina, e ora abbandonata, fattoria England (Inghilterra), così chiamata dal suo proprietario come forma di protesta silenziosa contro l'allora dominio danese.

## Accesso
Englandsfoss si trova a soli 100 m a sud della strada T52 Uxahryggjavegur. Un chilometro a valle si trova la cascata Laugarfoss.